# Jelena Leonidowna Andrejewa
Jelena Leonidowna Andrejewa (russisch Елена Леонидовна Андреева, * 9. Mai 1969 in Rewda) ist eine ehemalige russische Leichtathletin.
Die russische Meisterin im 400-Meter-Lauf von 1994 feierte ihre größten Erfolge als Staffelläuferin. Bei den Leichtathletik-Europameisterschaften 1994 in Helsinki gewann sie in der 4-mal-400-Meter-Staffel gemeinsam mit Natalja Chruschcheljowa, Tatjana Sacharowa und Swetlana Gontscharenko in 3:24,06 min die Silbermedaille hinter der französischen und vor der deutschen Mannschaft. Andrejewa erzielte in Helsinki als Vierte im 400-Meter-Lauf auch ihr bestes internationales Individualresultat.
Eine weitere Silbermedaille in der Staffel errang Andrejewa ein Jahr später bei den Leichtathletik-Weltmeisterschaften 1995 in Göteborg. Zusammen mit Tatjana Tschebykina, Swetlana Gontscharenko und Julija Sotnikowa platzierte sie sich hinter der US-amerikanischen und vor der australischen Staffel.
Jelena Andrejewa ist 1,79 m groß und hatte ein Wettkampfgewicht von 61 kg.